# Fresh Water Indijanci
Fresh Water Indijanci (Agua Dulce Indijanci), pleme američkih Indijanaca porodice Timuquanan naseljeno u ranom 17. stoljeću uz floridsku obalu između St. Augustine i Cape Canaverala. Njihova povijest malo se razlikuje od povijesti ostalih Timucua. Imali su između 7 i 9 sela od kojih nekima nisu sačuvana domorodačka imena, a to su: Anacape, Antonico (čije je drugo moguće ime Tunsa), Equale, Filache, Maiaca, Moloa, San Julian, San Sebastian i Tocoy. Uz ova imena javlja se još niz naziva koji su možda pripadali ovoj provinciji, a neki od njih su vjerojatno i sinonimi. 
Kao i ostali Timucue preobraćeni na kršćanstvo tijekom kasnog 16. da bi se nastavilo kasnije u 17. stoljeću. U provinciji Maiaca nastale su misije San Antonio de Anacape (izgrađena 1655) i San Salvador de Maiaca na kojoj je bilo i drugih Indijanaca, posebno Yamasee. Stanovnici provincije Maiace, nazivani i Mayaca, izgleda bili su posebno pleme i srodni grupi Fresh Water. Nestali su po svoj prilici u drugoj polovici 17. stoljeća jer već 1680. u San Antonio de Anacape se nalaze Yamasee. 
Naziv Saltwater Indijanci obuhvaća plemena Mocama ili Mocamo i Saturiwa.